# Alli Simpson
Alli Michelle Simpson (* 24. April 1998 in Gold Coast) ist eine australische Sängerin, Schauspielerin, Model und Radio-Moderatorin.

## Karriere
Durch den Erfolg ihres Bruders Cody Simpson erlangte Alli Simpson zunächst auf Internetplattformen wie YouTube und Instagram Bekanntheit.
Im Jahr 2013 veröffentlichte Simpson ihre erste eigene Single, Why I'm Single, auf die in den darauffolgenden Jahren drei weitere folgten.
2015 war sie an der Seite von Noah Cyrus, Stella Hudgens, Jack Gilinsky, Jack Johnson und Sammy Wilkinson eines der Werbegesichter der Modemarke Mudd. Seit Januar 2015 hat Simpson ihre eigene Sendung, die Alli Simpson Show, bei Radio Disney. In dieser spricht sie über Musik und Mode, interviewt Sängerinnen und Sänger und führt Gespräche mit ihren Zuhörern.

## Privates
Simpson lebt in Los Angeles. Sie ist die Tochter von Angie und Brad Simpson und hat einen älteren Bruder, Cody Simpson und einen jüngeren Bruder, Tom Simpson.

## Diskografie
- 2013: Why I’m Single
- 2013: Notice Me
- 2014: Guilty
- 2015: Roll ’em Up (mit Jack & Jack)

## Filmografie
- 2012: Einsatz auf vier Pfoten – Das Weihnachtsmärchen geht weiter (12 Dogs of Christmas: Great Puppy Rescue)
- 2014: Chasing LA (Webserie, eine Folge)